# St. Maria Magdalena (Eichenhofen)

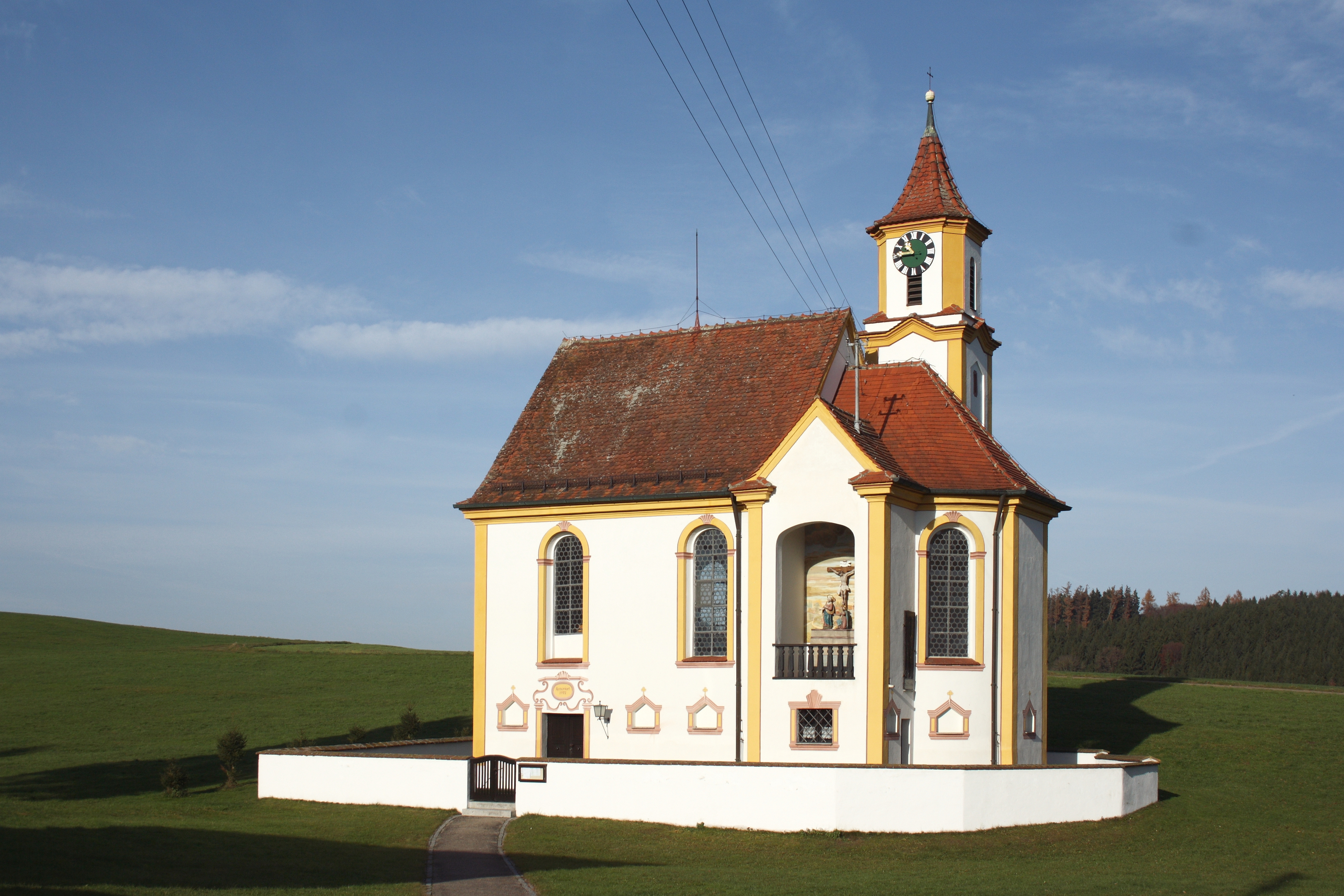
Kapelle St. Maria Magdalena in Eichenhofen

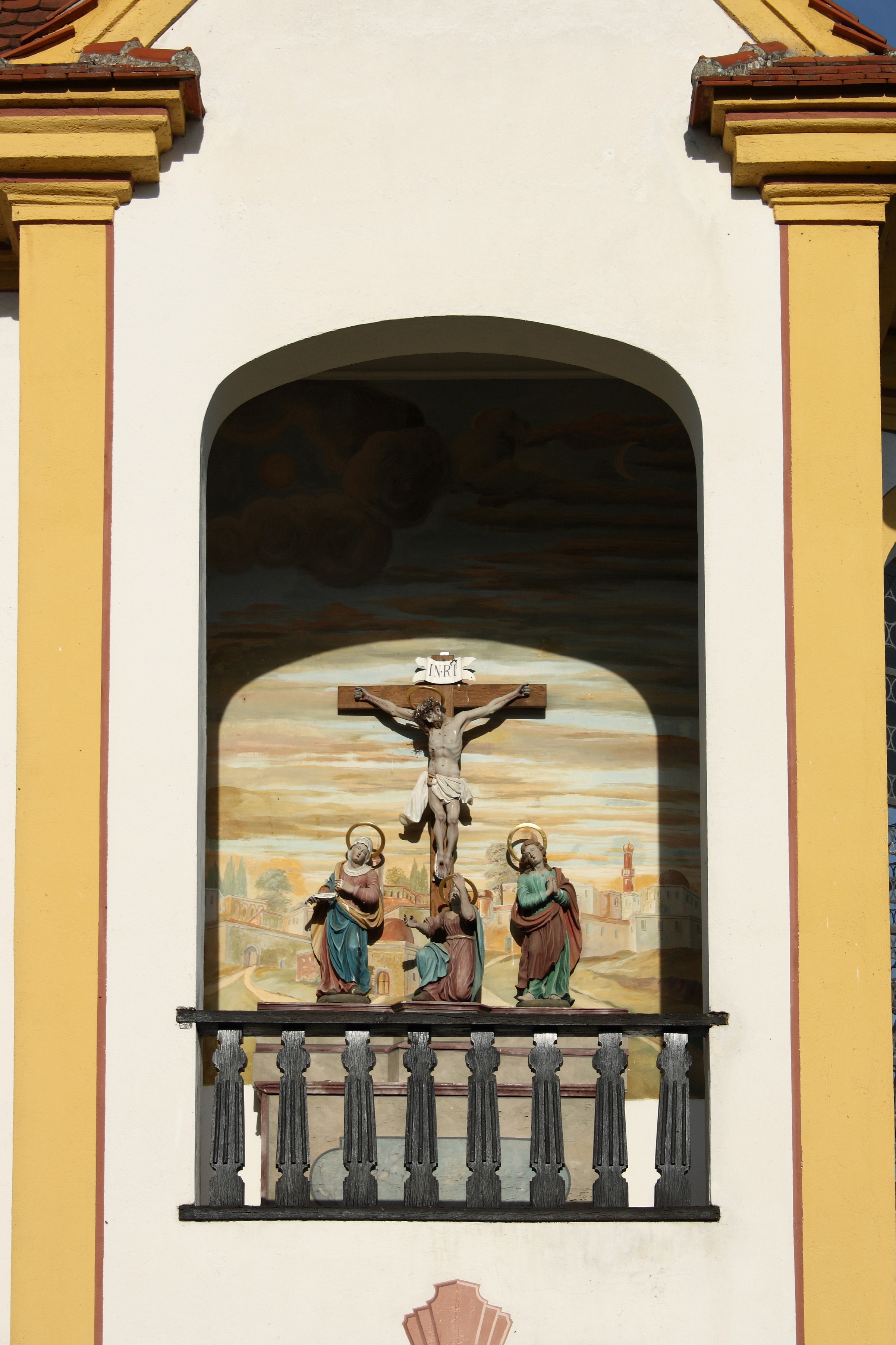
Kreuzigungsgruppe (um 1720)

Die katholische Kapelle St. Maria Magdalena in Eichenhofen, einem Gemeindeteil von Haldenwang im schwäbischen Landkreis Günzburg in Bayern, wurde 1748 errichtet. Die Kapelle am Kirchenweg 1 ist ein geschütztes Baudenkmal.

## Lage
Die Kapelle liegt im von Wiesen geprägten Tal des Wallerbachs, außerhalb des Ortes. Sie wird von einer Friedhofsmauer umgeben.

## Architektur
Die Kapelle wurde vermutlich auf den Grundmauern eines Vorgängerbaus errichtet. Der steil proportionierte Bau besitzt einen Turm mit Zeltdach und einen Chor mit dreiseitigem Schluss. An der Südseite befindet sich eine korbbogige Ädikulaform mit Nischenaltar, in die eine Kreuzigungsgruppe eingestellt ist. Der Baukörper wird von einem kräftigen Traufgesims sowie von farblich gefassten Eckpilastern gegliedert.